# Cantón de Oreamuno
Cantón de Oreamuno är en kanton i Costa Rica.   Den ligger i provinsen Cartago, i den centrala delen av landet, 28 km öster om huvudstaden San José.